# Pterois russelii
Pterois russelii là một loài cá biển thuộc chi Pterois trong họ Cá mù làn. Loài này được mô tả lần đầu tiên vào năm 1831.

## Từ nguyên
Từ định danh russelii được đặt theo tên của Patrick Russell, bác sĩ phẫu thuật kiêm nhà bò sát học, người đã minh họa và mô tả (nhưng không đặt tên) loài cá này vào năm 1803 (do Bennett viết sai tên của Russell nên chữ "l" cuối bị thay bằng chữ “i”).

## Phân loại
Theo nghiên cứu của Wilcox và cộng sự (2018), P. russelii đại diện cho dòng Thái Bình Dương, còn Pterois miles đại diện cho dòng Ấn Độ Dương. Pterois volitans được cho là giống lai giữa P. miles và P. russelii, một kết luận được hỗ trợ bởi bằng chứng cả di truyền học và hình thái học.
P. russelii và Pterois lunulata ở Tây Thái Bình Dương thiếu sự khác biệt về mặt di truyền. Hai loài có hình thái tương tự nhau, chỉ khác về mặt thống kê ở đặc điểm số lượng vảy cơ thể phía trên đường bên (9–12 so với 7–10) và hàng vảy dọc chiều dài thân (từ sau mang đến gốc vây đuôi, 70–95 so với 60–80), cũng như chiều dài vây ngực; P. lunulata có thêm các đốm trắng ở phía trong vây ngực. Do đó, P. lunulata sẽ là đồng nghĩa của P. russelii trong tương lai nếu chính thức được thông qua.

## Phân bố
P. russelii có phân bố rộng rãi trên vùng Ấn Độ Dương - Thái Bình Dương, từ Đông Phi và vịnh Ba Tư, qua bờ đông Ấn Độ đến Việt Nam và Philippines, giới hạn phía nam đến Nam Phi và Úc (bang Tây Úc và Queensland), ngược lên phía bắc đến Nam Nhật Bản và đảo Đài Loan (không ghi nhận ở Papua New Guinea và quần đảo Solomon). Một mẫu vật P. russelii sau đó được thu thập ngoài khơi Jizan (Ả Rập) vào năm 2016 đã xác nhận loài này xuất hiện ở Biển Đỏ.
P. russelii sống trên các rạn san hô hoặc trên đáy bùn ở các vũng vịnh, cửa sông cho đến ngoài khơi sâu, độ sâu đến ít nhất là 104 mét.

## Mô tả
Chiều dài cơ thể lớn nhất được ghi nhận ở P. russelii là 30 cm. Đầu, thân và vây màu đỏ hoặc hồng đỏ, có khoảng 16 sọc nâu hoặc nâu đỏ trên thân xen kẽ với các sọc trắng hẹp hơn. Vây ngực đỏ/hồng nhạt, có đốm đen ở 2 tia trên cùng, các đốm trắng nhỏ thường xuất hiện ở sát gốc. Đốm đen lớn trên xương vai (cleithrum). Có chấm đỏ nhưng không có chấm đen ở vây lưng, vây hậu môn và vây đuôi.
Số gai vây lưng: 13; Số tia vây lưng: 11; Số gai vây hậu môn: 3; Số tia vây hậu môn: 7; Số gai vây bụng: 1; Số tia vây bụng: 5; Số tia vây ngực: 13.

## Thương mại
Dù là loài có độc, P. russelii đôi khi vẫn được nuôi làm cá cảnh.